# Солмонезе, Джо
Джо Солмонезе (родился в 1965 году в Атлборо, штат Массачусетс) — американский политический деятель, открытый гей, активист ЛГБТ-движения.
Он избран 9 марта 2005 года президентом организации Кампания за права человека, одной из крупнейших и влиятельнейших ЛГБТ-организаций в США, выступающей за гражданские права для геев, лесбиянок, бисексуалов и трансгендерных людей. В настоящее время он живёт в Вашингтоне. В 1987 году он окончил Бостонский университет со степенью бакалавра в области связи.
Джо Солмонезе был исполнительным директором организации «Список Эмили», ставящей своей целью увеличение количества женщин в законодательных органах и на различных государственных должностях, а также общее увеличение количества кандидатов, разделяющих реформаторские, либеральные и прогрессивные взгляды, в том числе терпимое отношение к ЛГБТ и равные права для них. Период руководства Солмонезе был очень успешным для организации.
Солмонезе разработал специальную программу «Равные политические возможности для всех» (Political Opportunity Program) для кандидатов в местные и федеральные законодательные органы, чтобы обеспечить постоянный приток хороших, потенциально избираемых кандидатов-женщин. В 2004 году, во втором избирательном цикле работы этой программы, «Список Эмили» помог избрать 141 женщину-законодателя, полностью изменив облик законодательных органов и отношение законодателей к ЛГБТ в штатах Колорадо, Вермонт, Северная Каролина, Вашингтон и Орегон.
Джо Солмонезе имеет большой опыт работы как в избирательных кампаниях, так и в правительственных органах. Он руководил фандрайзингом (сбором средств на избирательную кампанию) в успешной избирательной кампании 1992 года сенатора Леса О’Койна и не менее успешной кампании конгрессмена Барни Фрэнка в 1990 году. Свою политическую карьеру Джо Солмонезе начал с должности помощника губернатора Массачусетса демократа Майкла Дукакиса, впоследствии кандидата от демократов на пост президента США.